# Опричнина
Опрѝчнина (на руски: опричнина; от остарялата дума опричь, „с изключение на“) е част от територията на Русия, върху която цар Иван Грозни упражнява пряко управление. Целта му е да повиши държавните приходи, но мярката се проваля и просъществува само от 1565 до 1573.

## Предистория
През януари 1558 година Иван Грозни започва Ливонската война, която има за цел да осигури на Великото Московско княжество излаз на Балтийско море, а от там и на търговски контакти със Западна Европа. В периода март - ноември на действията на Иван Грозни се противопоставя една широка коалиция от държави, сред които са Полша, Литва и Швеция. Коалицията се подкрепя и от Кримското ханство, чиито войски периодично разоряват южните земи на Великото княжество. Непрекъснатите бойни действия, кримско-татарските набези и полско-шведската морска блокада изтощават до крайност хазната и Иван Грозни е принуден да търси начини за увеличаване на приходите.

## Причини
През 1564 г. командирът на западните армии княз Курбски предава царя, като издава на враговете руските шпиони в Ливония и взема активно участие в настъпателните действия на поляци и литовци. Предателството на Курбски и упоритите откази на болярството да подкрепя военните действия карат Иван Грозни да предприеме радикални мерки за елиминиране на автономията на едрото дворянство.

## Обявяване и ход на Опричнината
На 3 декември 1564 г. Иван Грозни отпътува от Москва, като взима със себе си хазната, царската библиотека, икони и царските символи на властта. Заедно с приближените си се настанява в село Коломенское, където прекарва няколко седмици. След това се установява в град Александров, където на 3 януари 1565 г. се отказва от престола, като посочва, че го прави по причина недоволството на болярите, войводите и църковните първенци. На 5 януари при Иван Грозни пристига делегация начело с архиепископа Пимен, която убеждава царя да се върне на престола. Когато през февруари 1565 г. Иван Грозни се завръща в Москва, той обявява, че ще предприеме крайни мерки за борба с изменниците, конфискация на имуществата им и създава „опричнина“.
През 1565 Иван IV Грозни определя
част от територията на Русия за земя, която е под негов пряк контрол, без каквато и да е намеса от страна на аристокрацията при управлението на тези земи. Опричнината обхваща приблизително 1/3 от страната, включително най-богатите земеделски райони, части от Москва и много от големите градове. Областите, останали под контрола на аристокрацията, са наричани земшчина.
Опричнината се управлява от служители на царя, наричани опричници. Те облагат областта с данъци и потискат всяка съпротива с масови насилия. В резултат на това обширни райони са опустошени и значителна част от жителите им се изселва оттам, което води до спад в държавните приходи. През 1573 Иван Грозни премахва опричнината, екзекутира някои видни опричници и по-късно дори твърди, че тя никога не е съществувала.
|  | Тази страница частично или изцяло представлява превод на страницата Oprichnina в Уикипедия на английски. Оригиналният текст, както и този превод, са защитени от Лиценза „Криейтив Комънс – Признание – Споделяне на споделеното“, а за съдържание, създадено преди юни 2009 година – от Лиценза за свободна документация на ГНУ. Прегледайте историята на редакциите на оригиналната страница, както и на преводната страница, за да видите списъка на съавторите. ВАЖНО: Този шаблон се отнася единствено до авторските права върху съдържанието на статията. Добавянето му не отменя изискването да се посочват конкретни източници на твърденията, които да бъдат благонадеждни. |